# Coupe de la Ligue professionnelle argentine de football 2020
Navigation
2021
La Coupe de la Ligue professionnelle 2020 (en espagnol : Copa de la Liga Profesional 2020) est la première édition de la Coupe de la Ligue professionnelle argentine organisée par la Liga Profesional de Fútbol Argentino organe de l'Association du football argentin (AFA). 
Cette édition sera rebaptisée Copa Diego Armando Maradona à la suite du décès de Diego Maradona le 25 novembre 2020.
La compétition regroupe toutes les équipes de la Primera división de la saison.

## Format
Les 24 équipes qui participent à la première division de la saison 2020 sont réparties dans six poules de quatre où elles se rencontrent deux fois. Les deux premiers de poule sont qualifiés pour les poules de championnat. Dans cette phase les équipes sont réparties dans deux poules de six où elles se rencontrent une fois. Les deux premiers de chaque poule se rencontrent dans une finale sur terrain neutre.
Le vainqueur est qualifié pour la Copa Libertadores 2021, le finaliste se qualifie pour un play-off de qualification pour la Copa Sudamericana 2022.
Les équipes classées 3e et 4e se retrouvent dans deux poules où elles se rencontrent une fois, les deux premiers de poule se retrouvent dans une finale où le vainqueur affrontera le finaliste de la phase championnat.

## Compétition

### Première Phase

#### Groupe A
| Rang | Équipe           | Pts | J | G | N | P | Bp | Bc | Diff |
| ---- | ---------------- | --- | - | - | - | - | -- | -- | ---- |
| 1    | Atlético Tucumán | 18  | 6 | 6 | 0 | 0 | 19 | 8  | +11  |
| 2    | Arsenal          | 7   | 6 | 2 | 1 | 3 | 8  | 8  | 0    |
| 3    | Unión            | 7   | 6 | 2 | 1 | 3 | 9  | 11 | -2   |
| 4    | Racing Club      | 3   | 6 | 1 | 0 | 5 | 2  | 11 | -9   |

| Légende : Qualifications | Légende : Qualifications                |
| ------------------------ | --------------------------------------- |
|                          | Qualification pour la phase championnat |

#### Groupe B
| Rang | Équipe             | Pts | J | G | N | P | Bp | Bc | Diff |
| ---- | ------------------ | --- | - | - | - | - | -- | -- | ---- |
| 1    | Colón              | 13  | 6 | 4 | 1 | 1 | 11 | 3  | +8   |
| 2    | Independiente      | 12  | 6 | 3 | 3 | 0 | 5  | 2  | +3   |
| 3    | Central Córdoba    | 5   | 6 | 1 | 2 | 3 | 5  | 9  | -4   |
| 4    | Defensa y Justicia | 2   | 6 | 0 | 2 | 4 | 4  | 11 | -7   |

| Légende : Qualifications | Légende : Qualifications                |
| ------------------------ | --------------------------------------- |
|                          | Qualification pour la phase championnat |

#### Groupe C
| Rang | Équipe          | Pts | J | G | N | P | Bp | Bc | Diff |
| ---- | --------------- | --- | - | - | - | - | -- | -- | ---- |
| 1    | River Plate     | 15  | 6 | 5 | 0 | 1 | 11 | 5  | +6   |
| 2    | Banfield        | 11  | 6 | 3 | 2 | 1 | 9  | 6  | +3   |
| 3    | Rosario Central | 7   | 6 | 2 | 1 | 3 | 7  | 10 | -3   |
| 4    | Godoy Cruz      | 1   | 6 | 0 | 1 | 5 | 2  | 8  | -6   |

| Légende : Qualifications | Légende : Qualifications                |
| ------------------------ | --------------------------------------- |
|                          | Qualification pour la phase championnat |

#### Groupe D
| Rang | Équipe            | Pts | J | G | N | P | Bp | Bc | Diff |
| ---- | ----------------- | --- | - | - | - | - | -- | -- | ---- |
| 1    | Boca Juniors      | 10  | 6 | 3 | 1 | 2 | 7  | 4  | +3   |
| 2    | Talleres          | 9   | 6 | 2 | 3 | 1 | 6  | 4  | +2   |
| 3    | Newell's Old Boys | 7   | 6 | 2 | 1 | 3 | 9  | 11 | -2   |
| 4    | Lanús             | 7   | 6 | 2 | 1 | 3 | 8  | 11 | -3   |

| Légende : Qualifications | Légende : Qualifications                |
| ------------------------ | --------------------------------------- |
|                          | Qualification pour la phase championnat |

#### Groupe E
| Rang | Équipe                  | Pts | J | G | N | P | Bp | Bc | Diff |
| ---- | ----------------------- | --- | - | - | - | - | -- | -- | ---- |
| 1    | San Lorenzo             | 12  | 6 | 3 | 3 | 0 | 8  | 1  | +7   |
| 2    | Argentinos Juniors      | 10  | 6 | 3 | 1 | 2 | 6  | 4  | +2   |
| 3    | Aldosivi                | 8   | 6 | 2 | 2 | 2 | 4  | 8  | -4   |
| 4    | Estudiantes de La Plata | 2   | 6 | 0 | 2 | 4 | 0  | 5  | -5   |

| Légende : Qualifications | Légende : Qualifications                |
| ------------------------ | --------------------------------------- |
|                          | Qualification pour la phase championnat |

#### Groupe F
| Rang | Équipe                      | Pts | J | G | N | P | Bp | Bc | Diff |
| ---- | --------------------------- | --- | - | - | - | - | -- | -- | ---- |
| 1    | Huracán                     | 11  | 6 | 3 | 2 | 1 | 8  | 6  | +2   |
| 2    | Gimnasia y Esgrima La Plata | 9   | 6 | 2 | 3 | 1 | 8  | 5  | +3   |
| 3    | Vélez Sarsfield             | 9   | 6 | 2 | 3 | 1 | 6  | 5  | +1   |
| 4    | Patronato                   | 2   | 6 | 0 | 2 | 4 | 1  | 7  | -6   |

| Légende : Qualifications | Légende : Qualifications                |
| ------------------------ | --------------------------------------- |
|                          | Qualification pour la phase championnat |

### Phase Championnat

#### Groupe A
| Rang | Équipe             | Pts | J | G | N | P | Bp | Bc | Diff |
| ---- | ------------------ | --- | - | - | - | - | -- | -- | ---- |
| 1    | Boca Juniors       | 9   | 5 | 2 | 3 | 0 | 10 | 6  | +4   |
| 2    | River Plate        | 8   | 5 | 2 | 2 | 1 | 8  | 7  | +1   |
| 3    | Argentinos Juniors | 8   | 5 | 2 | 2 | 1 | 5  | 5  | 0    |
| 4    | Arsenal            | 7   | 5 | 2 | 1 | 2 | 7  | 7  | 0    |
| 5    | Independiente      | 6   | 5 | 2 | 0 | 3 | 10 | 9  | +1   |
| 6    | Huracán            | 3   | 5 | 1 | 0 | 4 | 4  | 10 | -6   |

| Légende : Qualifications | Légende : Qualifications     |
| ------------------------ | ---------------------------- |
|                          | Qualification pour la finale |

#### Groupe B
| Rang | Équipe                      | Pts | J | G | N | P | Bp | Bc | Diff |
| ---- | --------------------------- | --- | - | - | - | - | -- | -- | ---- |
| 1    | Banfield                    | 12  | 5 | 4 | 0 | 1 | 12 | 6  | +6   |
| 2    | Talleres                    | 11  | 5 | 3 | 2 | 0 | 10 | 6  | +4   |
| 3    | Gimnasia y Esgrima La Plata | 7   | 5 | 2 | 1 | 2 | 7  | 6  | +1   |
| 4    | Colón                       | 4   | 5 | 1 | 1 | 3 | 6  | 8  | -2   |
| 5    | San Lorenzo                 | 4   | 5 | 1 | 1 | 3 | 7  | 11 | -4   |
| 6    | Atlético Tucumán            | 4   | 5 | 1 | 1 | 3 | 3  | 8  | -5   |

| Légende : Qualifications | Légende : Qualifications     |
| ------------------------ | ---------------------------- |
|                          | Qualification pour la finale |

#### Finale
| 17 janvier 2021 | Boca Juniors | 1:1 (5:3t. a. b.) | CA Banfield | Stade du bicentenaire, San Juan           |                                           |
|                 |              | (1:0)             |             | Spectateurs : 0 Arbitrage : Facundo Tello | Spectateurs : 0 Arbitrage : Facundo Tello |

Boca Juniors remporte son premier titre de la Coupe de la Ligue professionnelle.

### Phase complémentaire
Les clubs non qualifiés pour la phase championnat sont groupés dans deux poules de six, les deux premiers se retrouvent dans une finale. Le vainqueur de la finale est qualifié pour un play off pour la qualification pour la Copa Sudamericana 2022 où il rencontre le finaliste de la phase championnat.

#### Groupe A
| Rang | Équipe             | Pts | J | G | N | P | Bp | Bc | Diff |
| ---- | ------------------ | --- | - | - | - | - | -- | -- | ---- |
| 1    | Rosario Central    | 10  | 5 | 3 | 1 | 1 | 10 | 4  | +6   |
| 2    | Lanús              | 8   | 5 | 2 | 2 | 1 | 6  | 5  | +1   |
| 3    | Defensa y Justicia | 8   | 5 | 2 | 2 | 1 | 10 | 10 | 0    |
| 4    | Unión              | 7   | 5 | 2 | 1 | 2 | 9  | 8  | +1   |
| 5    | Aldosivi           | 4   | 5 | 1 | 1 | 3 | 7  | 10 | -3   |
| 6    | Patronato          | 4   | 5 | 1 | 1 | 3 | 4  | 9  | -5   |

| Légende : Qualifications | Légende : Qualifications                 |
| ------------------------ | ---------------------------------------- |
|                          | Qualification pour la finale du play-off |

#### Groupe B
| Rang | Équipe                  | Pts | J | G | N | P | Bp | Bc | Diff |
| ---- | ----------------------- | --- | - | - | - | - | -- | -- | ---- |
| 1    | Vélez Sarsfield         | 12  | 5 | 4 | 0 | 1 | 10 | 6  | +4   |
| 2    | Newell's Old Boys       | 9   | 5 | 3 | 0 | 2 | 8  | 5  | +3   |
| 3    | Racing Club             | 8   | 5 | 2 | 2 | 1 | 13 | 7  | +6   |
| 4    | Central Córdoba         | 5   | 5 | 1 | 2 | 2 | 6  | 9  | -3   |
| 5    | Estudiantes de La Plata | 4   | 5 | 1 | 1 | 3 | 5  | 7  | -2   |
| 6    | Godoy Cruz              | 4   | 5 | 1 | 1 | 3 | 5  | 13 | -8   |

| Légende : Qualifications | Légende : Qualifications                 |
| ------------------------ | ---------------------------------------- |
|                          | Qualification pour la finale du play-off |

#### Finale
| 16 janvier 2021 | Rosario Central | 1:3   | Vélez Sarsfield | Stade du bicentenaire, San Juan              |                                              |
|                 |                 | (1:1) |                 | Spectateurs : 0 Arbitrage : Patricio Loustau | Spectateurs : 0 Arbitrage : Patricio Loustau |

#### Qualification Copa Sudamericana 2022
| 31 mars 2021 | CA Banfield | 3:2 | Vélez Sarsfield | Stade du bicentenaire, San Juan |
|              |             | (:) |                 |                                 |